# Spytkowice (district Nowy Targ)
Spytkowice is een dorp in het Poolse woiwodschap Klein-Polen, in het district Nowy Targ. De plaats maakt deel uit van de gemeente Spytkowice en telt 3800 inwoners.